# Playr
A Playr egy videójátékokról szóló televíziós műsor. A műsorban részletes előzeteseket, híreket és teszteket adnak le. A Playr felelős producere Richard Wilcox (GamesMaster, When Games Attack, Gamer.tv).
Világszerte az IMG Media forgalmazza.

## Brit története
2008. május 3-ától 2009 áprilisáig a Playr-t a Bravo sugározta szombat és vasárnap reggelente. 2009 januárjáig két testvérsorozat volt: a Playr Guide és a Playr 2. A sorozat narrátora Rufus Hound volt.
2009. április 25-én a Bravo megszüntette a Playr sugárzását. A sorozat 2009. szeptember 5-én tért vissza a brit képernyőkre a Film 24 jóvoltából.